# Bundesverband Mediation
Der Bundesverband Mediation e.V. (BM) ist ein deutscher Fachverband für Mediation mit dem Geschäftssitz in Berlin. Er hat nach eigenen Angaben rund 3000 Mitglieder.

## Geschichte
Der Bundesverband wurde 1992 in der Rechtsform eines eingetragenen Vereins (e.V.) gegründet. Damit war er in Deutschland der erste Zusammenschluss im Bereich der Mediation. Er bezeichnet sich als interdisziplinärer Fachverband zur Förderung der Verständigung in Konflikten, und er ist offen für verschiedene Grundberufe und Mediationsfelder. Der Verein ist tätig im Bereich Familie, Organisationen, Schule und Täter-Opfer-Ausgleich.

## Organisation
Der Vorstand, der satzungsgemäß alle zwei Jahre von der Mitgliederversammlung gewählt wird, besteht seit September 2023 aus sieben Mitgliedern. Der erste Vorsitzende des Vereins ist Christian Hartwig aus Magdeburg.
Der Verein organisiert u. a. folgende Aktivitäten:
- Arbeitsgruppen zur Wahrnehmung übergreifender Aufgaben, z. B. Kongresse
- Fachgruppen zur Weiterentwicklung verschiedener Einsatzgebiete der Mediation
- Projektgruppen für die Gründung einer Fachgruppe
- Regionalgruppen für den lokalen Fach-, Erfahrungs- und Informationsaustausch.
- Durchführung eines zweijährlichen Kongresses
- Organisation von Fachtagungen
- Vermittlung (Adressen) von Mediatoren
- Ausbildungsangebote
- Lizenzierung von Ausbildungen nach eigenen Standards.

## Schriften
- Ralf Lange, Peer Kaeding, Margit Lehmkuhl, Helge Pfingsten-Wismer (Hrsg.): Frischer Wind für Mediation. Konzepte, Methoden, Praxisfelder und Perspektiven der Konfliktberatung. BM, o. O., 2007
- Herausgabe der vierteljährlichen Mitgliederzeitschrift Spektrum der Mediation (Auflage 3.500)